# Liste der Kulturgüter in Isenthal
Die Liste der Kulturgüter in Isenthal enthält alle Objekte in der Gemeinde Isenthal im Kanton Uri, die gemäss der Haager Konvention zum Schutz von Kulturgut bei bewaffneten Konflikten, dem Bundesgesetz vom 20. Juni 2014 über den Schutz der Kulturgüter bei bewaffneten Konflikten sowie der Verordnung vom 29. Oktober 2014 über den Schutz der Kulturgüter bei bewaffneten Konflikten unter Schutz stehen.
Objekte der Kategorien A und B sind vollständig in der Liste enthalten, Objekte der Kategorie C fehlen zurzeit (Stand: 1. Januar 2023).

## Kulturgüter
| Foto |                                                                                     | Objekt                                                   | Kat. | Typ | Standort                                | Beschreibung |
| ---- | ----------------------------------------------------------------------------------- | -------------------------------------------------------- | ---- | --- | --------------------------------------- | ------------ |
| ja   | Datei hochladen · Wikidata zu Wohnhaus (Q29527584)                                  | Wohnhaus KGS-Nr.: 10247                                  | A    | G   | Ringli, Alter Landweg 5 686033 / 196121 |              |
| ja   | Datei hochladen · Wikidata zu Altes Pfarrhaus (Q29890364)                           | Altes Pfarrhaus KGS-Nr.: 05849                           | B    | G   | Kleintalstrasse 1 685639 / 196105       |              |
| ja   | Datei hochladen · Wikidata zu Katholische Kirche St. Theodul und Agatha (Q29890370) | Katholische Kirche St. Theodul und Agatha KGS-Nr.: 05850 | B    | G   | Kleintalstrasse 1.2 685671 / 196116     |              |
| BW   | Datei hochladen · Wikidata zu Haus Luss (Q29890366)                                 | Haus Luss KGS-Nr.: 11473                                 | B    | G   | Dorfstrasse 50 685195 / 196234          |              |
| ja   | Datei hochladen · Wikidata zu Kapelle St. Jakob (Q29890368)                         | Kapelle St. Jakob KGS-Nr.: 11475                         | B    | G   | Sankt Jakob 1a.3 682540 / 195349        |              |